# 藍點多環海龍
藍點多環海龍（学名：Hippichthys cyanospilos），为輻鰭魚綱棘背魚目海龍魚科的其中一種，分布於印度太平洋區，從紅海、東非至澳洲、斐濟海域，體色從黃色至黑色皆有，背鰭軟條20-28枚，每一軟條帶有3-4個褐色斑點，體長可達16公分，棲息在河口或沿海河流下游，卵胎生。